# 大㘵村
大㘵村隶属于广州市花都區秀全街道，原新華街道划出。
太平天国天王洪秀全、南王冯云山的早年居住地都在今大㘵村境内。有一系列遗址遗迹。

## 官禄㘵
洪秀全早年生活在花县官禄㘵村。今洪秀全故居位于大㘵村官禄㘵，是全國重點文物保護單位，省、市首批愛國主義教育基地。
官禄布村後有大小不等18座山呈現半月形；村前池塘龍眼樹枝葉茂密是洪秀全12歲時手種，25年未開花結果，1849年金田起义前一年開花結果，1864年洪病逝前樹被雷劈，經村人悉心照護生長至今；1815年他出生第二年，舉家自鄰村、出生地福源水村搬至此。當地民謠：「官祿布，官祿布，食粥送薯芋。蒼蠅咬粒飯，追到新街渡。」

## 禾落地
冯云山早年生活在花县禾落地村。冯云山故居遗址位于大㘵村禾落地，是广东省文物保护单位。祖父冯光宗墓、父亲冯英联墓均在今大㘵村大迳岭上。